# Senna stipulacea
Senna stipulacea là một loài thực vật có hoa trong họ Đậu. Loài này được (Aiton) H.S.Irwin & Barneby miêu tả khoa học đầu tiên.